# Air East
Air East — авіакомпанія місцевого значення Сполучених Штатів Америки зі штаб-квартирою в Джонстона, округ Кембріа (Пенсільванія), США.
Авіакомпанія була утворена в 1967 році як чартерний перевізник. Станом на 26 квітня 1970 року Air East виконувала шість пасажирських рейсів в день в рамках угоди місцевих і регіональних авіакомпаній Allegheny Commuter.

## Флот
Станом на серпень 2006 року повітряний флот авіакомпанії Air East складався з таких літаків:
- BAe Jetstream 31 — 2 шт.

## Авіаподії і нещасні випадки
- 6 січня 1974 року. Літак Beechcraft 99A розбився на зльоті з аеропорту Джонстон (Пенсільванія) після проходження швидкості, необхідної для безпечної зупинки літака. Точні причини інциденту не встановлені, з 15 пасажирів і 2 члени екіпажу на борту загинули 11 пасажирів і 1 пілот.[3]
- 7 березня 1974 року Федеральна авіаційна адміністрація анулювала сертифікат оператора компанії Air East, Inc., зазначивши, що «через численні порушення, небезпечну практику, політику та тактику примусу... Air East, Inc., продемонструвала, що вона не володіти судженнями, відповідальністю або відповідністю вимогам до власника сертифіката комерційного оператора авіатаксі».